# Liste der Einträge im National Register of Historic Places im Albany County (Wyoming)

Lage des Albany County in Wyoming

Die Liste der Einträge im National Register of Historic Places im Albany County in Wyoming führt alle Bauwerke und historischen Stätten im Albany County auf, die in das National Register of Historic Places aufgenommen wurden.
Stand: 4. April 2024

## Legende
| NRHP | Historic Place                      |
| HD   | Historic District                   |
| NHL  | National Historic Landmark          |
| NHLD | National Historic Landmark District |

## Aktuelle Einträge
| [ 2 ] | Name                                       | Bild                                       | Eintragsdatum                 | Lage | Ort                | Beschreibung |
| ----- | ------------------------------------------ | ------------------------------------------ | ----------------------------- | --- | ------------------ | --- |
| 1     | Ames Monument                              | weitere Bilder                             | 24. Juli 1972 ID-Nr. 72001296 | 3 Meilen nordwestlich von Sherman                                                                                         | Sherman            | Denkmal zu Ehren von Oakes Ames und Oliver Ames Jr., steht am höchsten Punkt der First Transcontinental Railroad                         |
| 2     | Barn at Oxford Ranch                       | Barn at Oxford Ranch                       | 25. Juli 1986 ID-Nr. 86001398 | 868 U.S. Highway 287 41° 11′ 18″ N, 105° 35′ 32″ W                                                                        | Laramie            | Im Jahr 1887 in traditioneller Architektur erbaut                                                                                        |
| 3     | Bath Ranch                                 | Bath Ranch                                 | 13. Dez. 1985 ID-Nr. 85003211 | Herrick Lane Rd. 41° 24′ 16″ N, 105° 49′ 33″ W                                                                            | Laramie            | |
| 4     | Bath Row                                   | Bath Row                                   | 8. Mai 1986 ID-Nr. 86001015   | 155, 157, und 159 N. 6th St. und 611 University Ave. 41° 18′ 46″ N, 105° 35′ 19″ W                                        | Laramie            | Auch als Theodore Bath Historic District bekannt                                                                                         |
| 5     | Charles E. Blair House                     | Charles E. Blair House                     | 31. Okt. 1980 ID-Nr. 80004298 | 170 N. 5th St. 41° 18′ 49″ N, 105° 35′ 26″ W                                                                              | Laramie            | Im viktorianischen Stil erbaut |
| 6     | N.K. Boswell Ranch                         | weitere Bilder                             | 21. Juli 1977 ID-Nr. 77001381 | Südlich von Woods Landing-Jelm unweit des Wyoming Highway 230 41° 0′ 8″ N, 106° 0′ 52″ W                                  | Woods Landing-Jelm | Benannt nach Nathaniel K. Boswell, in den 1870ern erbaut                                                                                 |
| 7     | Brooklyn Lodge                             | weitere Bilder                             | 24. Okt. 1989 ID-Nr. 89001068 | Wyoming Highway 130, 7,5 mi westlich von Centennial 41° 21′ 21″ N, 106° 13′ 57″ W                                         | Centennial         | |
| 8     | Centennial Depot                           | Centennial Depot                           | 8. Nov. 1982 ID-Nr. 82001828  | Wyoming Highway 130 41° 17′ 49″ N, 106° 8′ 13″ W                                                                          | Centennial         | Heute als Nici Self Historical Museum bekannt                                                                                            |
| 9     | Centennial Work Center                     | Centennial Work Center                     | 11. Apr. 1994 ID-Nr. 94000273 | Nahe des Wyoming Highway 130, nordwestlich von Centennial im Medicine Bow National Forest 41° 18′ 28″ N, 106° 9′ 25″ W    | Centennial         | |
| 10    | Como Bluff                                 | weitere Bilder                             | 18. Jan. 1973 ID-Nr. 73001925 | U.S. Highway 30 41° 53′ 13″ N, 106° 3′ 24″ W                                                                              | Rock River         | Berühmte Dinosaurier-Fundstelle, liegt auch im Carbon County                                                                             |
| 11    | John D. Conley House                       | John D. Conley House                       | 15. Mai 1980 ID-Nr. 80004299  | 718 Ivinson St. 41° 18′ 41″ N, 105° 35′ 14″ W                                                                             | Laramie            | |
| 12    | Cooper Mansion                             | weitere Bilder                             | 8. Okt. 1983 ID-Nr. 83003359  | 1411 Grand Ave. 41° 18′ 38″ N, 105° 34′ 38″ W                                                                             | Laramie            | Gehört heute zur University of Wyoming                                                                                                   |
| 13    | Dale Creek Crossing (48AB145)              | weitere Bilder                             | 9. Mai 1986 ID-Nr. 86001027   | 4 mi westlich von Sherman 41° 6′ 15″ N, 105° 27′ 17″ W                                                                    | Sherman            | Standort mehrerer ehemaliger Brücken über den Dale Creek                                                                                 |
| 14    | DOE Bridge over Laramie River              | DOE Bridge over Laramie River              | 22. Feb. 1985 ID-Nr. 85000411 | County Road CNA-740 | Bosler             | 1926 erbaute Brücke über den Laramie River                                                                                               |
| 15    | Durlacher House                            | Durlacher House                            | 21. März 2011 ID-Nr. 11000097 | 501 S. 5th St. 41° 18′ 32″ N, 105° 35′ 28″ W                                                                              | Laramie            | Auch als Durlacher Residence bekannt |
| 16    | East Side School                           | East Side School                           | 17. März 1981 ID-Nr. 81000610 | 710 East Garfield Street                                                                                                  |                    | Heute: Laramie Plains Civic Center |
| 17    | First National Bank of Rock River          | weitere Bilder                             | 21. Nov. 1988 ID-Nr. 80002532 | 131 Ave. C. 41° 44′ 37″ N, 105° 58′ 43″ W                                                                                 | Rock River         | |
| 18    | Flying Horseshoe Ranch                     |                                            | 12. Okt. 2000 ID-Nr. 00001226 | 156 Dinwiddie Rd. 41° 16′ 13″ N, 106° 6′ 53″ W                                                                            | Centennial         | |
| 19    | Fort Sanders Guardhouse                    | Fort Sanders Guardhouse                    | 1. Mai 1980 ID-Nr. 80004300   | Kiowa St. 41° 16′ 27″ N, 105° 35′ 56″ W                                                                                   | Laramie            | 1866 erbautes Fort in den Laramie Plains                                                                                                 |
| 20    | William Goodale House                      | weitere Bilder                             | 5. Aug. 1991 ID-Nr. 91000996  | 214 S. 14th St. 41° 18′ 37″ N, 105° 34′ 48″ W                                                                             | Laramie            | Auch als University of Wyoming Alumni House bekannt                                                                                      |
| 21    | Ivinson Mansion and Grounds                | weitere Bilder                             | 23. Feb. 1972 ID-Nr. 72001295 | 603 Ivinson Ave. 41° 18′ 44″ N, 105° 35′ 18″ W                                                                            | Laramie            | Heute Laramie Plains Museum, 1892 von Jane und Edward Ivinson in Laramie erbaut                                                          |
| 22    | Jelm-Frank Smith Ranch Historic District   |                                            | 31. Aug. 1978 ID-Nr. 78002816 | Südlich von Woods Landing 41° 3′ 33″ N, 106° 0′ 41″ W                                                                     | Woods Landing-Jelm | Auch als Old Jelm oder Cummins City bekannt                                                                                              |
| 23    | Keystone Work Center                       |                                            | 11. Apr. 1994 ID-Nr. 94000275 | Westlich von Albany im Medicine Bow National Forest 41° 10′ 9″ N, 106° 14′ 55″ W                                          | Albany             | |
| 24    | F.S. King Brothers Ranch Historic District | F.S. King Brothers Ranch Historic District | 21. Sep. 2006 ID-Nr. 06000874 | nicht veröffentlicht | Laramie            | |
| 25    | Laramie Downtown Historic District         | weitere Bilder                             | 10. Nov. 1988 ID-Nr. 88002541 | Umschlossen durch University Ave., 6th St., Grand Ave., 3rd St., Garfield Ave. und 1st Ave. 41° 18′ 35″ N, 105° 35′ 38″ W | Laramie            | Umfasst die historische Altstadt von Laramie                                                                                             |
| 26    | Lehman-Tunnell Mansion                     | Lehman-Tunnell Mansion                     | 8. Nov. 1982 ID-Nr. 82001829  | 618 Grand Ave. 41° 18′ 38″ N, 105° 35′ 18″ W                                                                              | Laramie            | Auch bekannt als Tunnell House |
| 27    | Libby Lodge                                | weitere Bilder                             | 30. Sep. 1976 ID-Nr. 76001947 | Wyoming Highway 130, nordwestlich von Centennial 41° 19′ 20″ N, 106° 10′ 19″ W                                            | Centennial         | Heute als Snowy Range Lodge bekannt |
| 28    | Lincoln School                             | weitere Bilder                             | 5. Dez. 2003 ID-Nr. 03001252  | 209 S. Cedar St. 41° 18′ 43″ N, 105° 35′ 58″ W                                                                            | Laramie            | |
| 29    | Mountain View Hotel                        | weitere Bilder                             | 7. Juni 2007 ID-Nr. 07000541  | 2747 Wyoming Highway 130 41° 17′ 52″ N, 106° 8′ 24″ W                                                                     | Centennial         | |
| 30    | North Albany Clubhouse                     |                                            | 23. Juli 1998 ID-Nr. 98000908 | Adresse nicht veröffentlicht                                                                                              | Garrett            | |
| 31    | Old Main                                   | weitere Bilder                             | 11. Juli 1986 ID-Nr. 86001536 | Campus der University of Wyoming, 9th St. und Ivinson Ave. 41° 18′ 43″ N, 105° 35′ 2″ W                                   | Laramie            | 1886 erbautes, ältestes Bauwerk der University of Wyoming                                                                                |
| 32    | Parker Ranch House                         |                                            | 13. Dez. 1985 ID-Nr. 85003209 | Adresse nicht veröffentlicht                                                                                              | Laramie Peak       | Ranch House in den Laramie Mountains unweit des Laramie Peak                                                                             |
| 33    | Richardson's Overland Trail Ranch          | weitere Bilder                             | 5. März 1992 ID-Nr. 92000122  | 111 Hart Rd. 41° 14′ 29″ N, 105° 42′ 6″ W                                                                                 | Laramie            | Entlang des Overland Trail erbauter Gebäudekomplex am Laramie River                                                                      |
| 34    | St. Matthew's Cathedral Close              | weitere Bilder                             | 12. Apr. 1984 ID-Nr. 84003622 | 104 S. 4th St. 41° 18′ 45″ N, 105° 35′ 33″ W                                                                              | Laramie            | Episkopalkirche in Laramie |
| 35    | St.-Paulus-Kirche                          | weitere Bilder                             | 25. Nov. 1983 ID-Nr. 83004266 | 602 Garfield 41° 18′ 35″ N, 105° 35′ 20″ W                                                                                | Laramie            | Gegründet als "Deutsche Evangelische Lutherische St. Paulus Gemeinde", heute bekannt als "St. Paul's United Church of Christ of Laramie" |
| 36    | Snow Train Rolling Stock                   | Snow Train Rolling Stock                   | 8. Mai 2013 ID-Nr. 13000265   | S. 1st & E. Sheridan Sts. 41° 18′ 27″ N, 105° 37′ 45″ W                                                                   | Laramie            | |
| 37    | Union Pacific Athletic Club                | weitere Bilder                             | 13. Sep. 1978 ID-Nr. 78002814 | 3905 East Grays Gable Road 41° 19′ 16″ N, 105° 32′ 49″ W                                                                  | Laramie            | Heute als Quadra Dangle Square Dance Club bekannt                                                                                        |
| 38    | University Neighborhood Historic District  | weitere Bilder                             | 18. Dez. 2009 ID-Nr. 09001109 | Begrenzt durch 6th St., 15th St., University Ave. und Custer St. 41° 18′ 37″ N, 105° 34′ 59″ W                            | Laramie            | Umfasst 24 Blocks südlich der University of Wyoming                                                                                      |
| 39    | Vee Bar Ranch Lodge                        | Vee Bar Ranch Lodge                        | 30. Juni 1986 ID-Nr. 86001468 | 2087 Wyoming Highway 130 41° 17′ 49″ N, 106° 0′ 42″ W                                                                     | Laramie            | |
| 40    | Woods Landing Dance Hall                   | weitere Bilder                             | 13. Dez. 1985 ID-Nr. 85003210 | 2731 Wyoming Highway 230 41° 6′ 37″ N, 106° 0′ 44″ W                                                                      | Woods Landing-Jelm | |
| 41    | Wyoming Territorial Penitentiary           | weitere Bilder                             | 29. März 1978 ID-Nr. 78002815 | Unweit des Wyoming Highway 130 41° 18′ 45″ N, 105° 36′ 32″ W                                                              | Laramie            | Ehemaliges Gefängnis, heute Wyoming Territorial Prison State Historic Site                                                               |